# Битва за Суринам
Битва за Суринам — сражение в ходе наполеоновских войн на северо-востоке Южной Америки, начавшееся высадкой британцев на территории нидерландской колонии Суринам, в районе Парамарибо, Джорджтауна и Албины, 5 мая 1804 года и закончившееся их победой.
После вторжения французов в Республику Соединённых провинций в 1795 году и превращения последней в дочернюю республику Соединённое королевство Великобритании и Ирландии начало военные действия против всех голландских колоний. И хотя Голландия являлась его конкуренткой в борьбе за сферы влияния, действия Франции представляли всё же непосредственную угрозу господству англичан на море вообще и их колониям в частности.
5 мая 1804 года к побережью Суринама, в районе которого несли службу голландцы, подошла эскадра Королевского ВМФ Великобритании сэра Самуэля Худа. Через несколько часов британцы под командованием сэра Чарльза Грина высадились на территории Парамарибо с целью начала военных действий и в течение дня овладели Суринамом.